# Алан Браун
Алан Бра́ун (англ. Alan Browne, нар. 15 квітня 1995, Корк) — ірландський футболіст, півзахисник англійського клубу «Сандерленд» та національної збірної Ірландії. Виступав також за клуб «Престон Норт-Енд».

## Клубна кар'єра
Алан Браун народився 1995 року в місті Корк, та є вихованцем юнацьких команд футбольних клубів «Рінгмагон Рейнджерс» та «Корк Сіті». У дорослому футболі дебютував 2014 року виступами за команду «Престон Норт-Енд», грав до 2024 року, взявши участь у 374 матчах чемпіонату, та практично весь час, проведений у складі «Престон Норт-Енд», був основним гравцем команди.
До складу клубу «Сандерленд» приєднався 2024 року. Станом на 19 вересня 2024 року відіграв за клуб з Сандерленда 4 матчі в національному чемпіонаті.

## Виступи за збірні
У 2013 році Алан Браун дебютував у складі юнацької збірної Ірландії, загалом на юнацькому рівні взяв участь у 12 іграх, відзначившись одним забитим голом.
Протягом 2014—2016 років футболіст залучався до складу молодіжної збірної Ірландії. На молодіжному рівні зіграв у 13 офіційних матчах, забив 3 голи.
У 2017 році Алан Браун дебютував у складі національної збірної Ірландії. Станом на вересень 2024 року зіграв у складі національної збірної 37 матчів, у яких відзначився 5 забитими м'ячами.